# Relations entre la Chine et l'Éthiopie
Les relations entre la Chine et l'Éthiopie ont été établies en 1970. L'Éthiopie a une ambassade à Pékin et la République populaire de Chine a une ambassade à Addis-Abeba.
Les relations bilatérales de la Chine avec l'Éthiopie sont l'une des plus prioritaires en Afrique et la Chine estime que l'Éthiopie joue un rôle particulièrement important en matière de paix et de sécurité en Afrique de l'Est. Les relations sont anciennes, les investissements directs chinois (IDE) en Éthiopie atteignant 4 milliards de dollars américains. et le commerce bilatéral a atteint 5,4 milliards de dollars sur la période 2016-2018,.

## Histoire
On ne sait pas précisément quand la Chine et l’Éthiopie ont établi des contacts directs pour la première fois. Le sinologue A. Hermann pensait qu'un rhinocéros vivant arrivé à la cour de l'empereur chinois Pingdi en provenance du pays des « Agazi » ou « Agazin » entre 1 et 6 après J.-C. provenait de la Corne de l'Afrique. L'expert éthiopien Richard Pankhurst est certain que sous la dynastie Tang (618-907), « les Chinois connaissaient certainement la Corne de l'Afrique ». À partir de cette période, la Chine commerça non seulement avec l'Éthiopie et la Corne de l'Afrique, mais aussi avec les peuples de la côte est-africaine, obtenant des défenses d'éléphants, des cornes de rhinocéros, des perles, du musc de civette africaine et des esclaves. À partir de la dynastie Yuan, les Chinois ont commencé à commercer de plus en plus directement avec les Africains, ce qui est attesté non seulement par des documents contemporains, mais aussi par des découvertes archéologiques de pièces de monnaie et de porcelaine chinoises.
Malgré ces premiers contacts commerciaux, aucune des deux parties n’a montré beaucoup d’intérêt pour l’activité diplomatique jusqu’au XXe siècle. La Chine était l'un des cinq gouvernements à avoir refusé de reconnaître la conquête de l'Éthiopie par l'Italie. Les relations étaient mauvaises à l’époque d’Hailé Sélassié, lorsque l’Éthiopie était alliée aux puissances occidentales pendant la guerre froide. Le soutien chinois au Front populaire de libération de l'Érythrée a contribué aux tensions entre les deux pays à partir de 1967.
Les deux pays ont établi des relations diplomatiques le 24 novembre 1970  lorsque la Chine a accepté de reconnaître l'Érythrée comme éthiopienne, en échange de la reconnaissance par Hailé Sélassié de Taiwan comme chinois. En 1971, l'Éthiopie a soutenu la candidature de la Chine à un siège permanent aux Nations Unies et a voté en faveur de l'admission de Pékin et du remplacement de Taipei. Les relations se sont améliorées pendant une courte période après la révolution éthiopienne de 1974, mais sont devenues tendues à mesure que la junte militaire éthiopienne développait des liens de plus en plus étroits avec l'Union soviétique. Après l'arrivée au pouvoir du Front démocratique révolutionnaire du peuple éthiopien en 1991, les relations se sont progressivement améliorées, avec une multiplication des contacts diplomatiques et une croissance des échanges commerciaux et des investissements chinois dans l'économie éthiopienne.
Dans le cadre de la diplomatie chinoise, le Parti communiste chinois (PCC) a entretenu d'importantes relations de parti à parti avec le Front démocratique révolutionnaire du peuple éthiopien (FDRPE). La désintégration du FDRPE en 2019 a perturbé la connaissance et la compréhension de la Chine de la situation intérieure en Éthiopie. Bien que le PCC ait également entretenu des relations de parti à parti avec le Parti de la prospérité, en 2023, il n'a pas encore atteint le même niveau de relations qu'il avait avec l'EPRDF et le Front de libération du peuple du Tigré.

## Contacts officiels et traités
Le Premier ministre chinois Zhou Enlai s'est rendu en Éthiopie en janvier 1964. L'empereur éthiopien Hailé Sélassié s'est rendu à Pékin en octobre 1971, où il a été reçu par Mao Zedong. Qian Qichen, vice-premier ministre chinois et ministre des Affaires étrangères, s'est rendu en Éthiopie en juillet 1989, janvier 1991 et janvier 1994. Le président chinois Jiang Zemin s'est rendu en Éthiopie en mai 1996.
En juin 2001, le vice-ministre éthiopien des Affaires étrangères s'est rendu à Pékin, où il a exprimé son soutien à la politique « d'une seule Chine » dans le conflit avec Taiwan. En décembre 2003, le Premier ministre chinois Wen Jiabao s'est rendu en Éthiopie pour assister à l'ouverture du Forum sur la coopération sino-africaine. En décembre 2004, les chefs des législatures éthiopienne et chinoise se sont rencontrés à Pékin et ont déclaré dans une déclaration commune que les deux pays souhaitaient élargir tous les aspects de la coopération. En mai 2007, le ministre adjoint chinois du Commerce, Wang Chao, s'est rendu à Addis-Abeba et a signé un accord d'allègement de la dette d'une valeur de 18,5 millions de dollars américains. En février 2008, le ministre chinois de la Construction a rencontré son homologue à Addis-Abeba et a réaffirmé l'engagement des deux gouvernements en faveur de la coopération. Le ministre éthiopien a salué l'implication des entreprises de construction chinoises dans l'amélioration des infrastructures éthiopiennes. En novembre 2008, le président du Comité permanent de l'Assemblée populaire nationale s'est rendu en Éthiopie où il a rencontré de hauts responsables et dirigeants politiques éthiopiens, dont le président Girma Wolde-Giorgis, et a discuté des moyens de renforcer la coopération économique.
Les accords entre les deux pays comprennent l'Accord de coopération économique et technologique (1971, 1988 et 2002) ; Accord commercial (1971, 1976) ; Protocole commercial (1984, 1986, 1988) ; Accord de coopération commerciale, économique et technologique (1996) et Accord de promotion et de protection mutuelles des investissements (1988). En mai 2009, les deux pays ont signé un accord visant à éliminer la double imposition, ce qui devrait stimuler le commerce et l'investissement.
L’Éthiopie et la Chine ont signé un accord de coopération militaire en 2005 qui couvre la formation militaire, l’échange de technologies et les missions conjointes de maintien de la paix. Dans le cadre de cet accord de coopération militaire, les officiers éthiopiens de terrain reçoivent régulièrement une formation en Chine.
La Chine a un traité d'extradition avec l'Éthiopie.

## Relations économiques

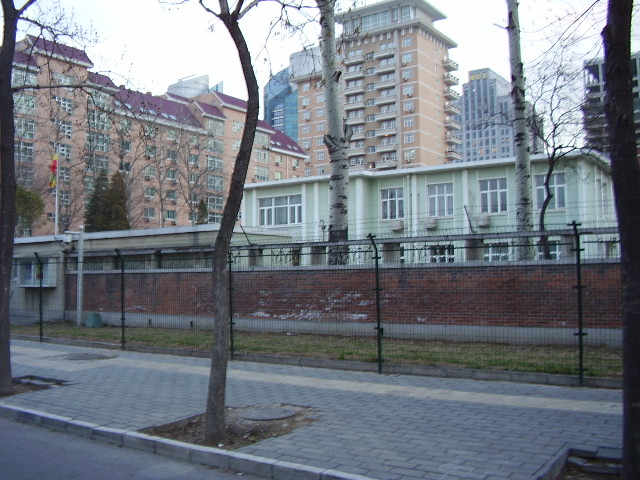
Ambassade d'Éthiopie à Pékin

La relation économique est multiforme. Entre 2000 et 2014, la Chine a fourni plus de 12 milliards de dollars de prêts (généralement liés à des projets d'infrastructure entrepris par des entreprises chinoises). Les investissements chinois sont croissants dans l'économie éthiopienne, tandis que les importations de biens de consommation bon marché en provenance de Chine (3,4 milliards de dollars) en 2015 dépassent largement les exportations de l'Éthiopie vers la Chine (380 millions de dollars en 2015. Les Chinois semblent s'intéresser à l'Éthiopie pour des raisons politiques (parmi les pays africains, sa gouvernance et son orientation en matière de développement sont les plus proches de celles de la Chine, et il héberge le siège de l'Union africaine) et en tant que partenaire commercial. L'accent mis par l'Éthiopie sur les infrastructures a créé de nombreuses opportunités pour les entreprises de construction chinoises. L'Éthiopie est également un marché important pour les exportations chinoises, qui va se développer à mesure que la croissance économique rapide du pays se poursuit. Pour l'Éthiopie, la finance chinoise apporte un soutien essentiel à la légitimité du gouvernement, alors que les opportunités d'électricité, de transport et d'emploi continuent de se développer, stimulant la croissance économique et contribuant à promouvoir les exportations vers d'autres pays. L'approche chinoise « business is business » est la bienvenue par rapport aux fournisseurs d'aide occidentaux qui lient souvent leurs contributions aux changements dans la structure juridique et politique éthiopienne,.

### Aide directe
L'aide chinoise à l'Éthiopie a inclus l'envoi d'équipes médicales et d'enseignants, ainsi que des bourses d'études pour les étudiants éthiopiens étudiant en Chine. L'ancien président éthiopien Mulatu Teshome a fait ses études en Chine. Le programme d'aide de la Chine a financé la construction d'une école professionnelle en Éthiopie. Même si le plan était d'utiliser des instructions professionnelles chinoises, l'école a finalement opté pour des instructeurs allemands, les étudiants acquérant des compétences telles que l'ingénierie, l'automobile, l'architecture et la construction. En juin 2009, l'ambassadeur chinois a aidé à poser la première pierre de l'hôpital Tirunesh Dibaba de Pékin, conçu comme un hôpital moderne de 6 000 mètres carrés avec 100 lits. Le gouvernement chinois finance la construction et fournira des instruments et équipements médicaux. L'hôpital porte le nom du coureur éthiopien Tirunesh Dibaba, qui a remporté deux médailles d'or aux Jeux olympiques de Pékin en 2008. L'hôpital a été achevé en novembre 2011 et remis au gouvernement éthiopien. Quinze membres du personnel médical chinois ont été envoyés pour aider leurs homologues éthiopiens.

### Prêts d'infrastructure
Le gouvernement chinois a également accordé des prêts importants à l'Éthiopie, dont la plupart sont concessionnels. Ceux-ci sont presque tous liés à des projets de construction qui seront entrepris par des entreprises chinoises, comme le périphérique d'Addis-Abeba ouvert en 2003.
Certains projets construits en Chine sont financés par le gouvernement éthiopien. En 2002, par exemple, la Sino Hydro Corporation a commencé les travaux sur le projet hydroélectrique de Tekeze, estimé à 224 millions de dollars, avec un barrage de 607 pieds sur la rivière Tekezé dont l'achèvement était prévu en 2007. Après des retards dus en partie à des problèmes liés à des glissements de terrain massifs, le projet a été achevé pour un coût final de 365 millions de dollars américains en juillet 2009 et doit fournir 300 mégawatts d'électricité. En juillet 2009, l'Éthiopie a signé de nouveaux accords avec la Chine pour que Sino Hydro Corporation construise 2 150 mégawatts de capacité hydroélectrique avec les barrages de Gibe IV (rivière Omo) et Halele Werabesa, dans le cadre d'un accord d'une valeur de 2,67 milliards de dollars américains. La Chine couvrira 85 % des coûts du projet grâce à un crédit acheteur préférentiel et à des prêts concessionnels,. L'écologiste Richard Leakey a exprimé ses inquiétudes quant à l'impact possible des barrages de la rivière Omo sur le lac Turkana. La Banque d'import-export de Chine a financé un chemin de fer reliant Addis-Abeba au principal port enclavé de l'Éthiopie, à Djibouti pays voisin, le chemin de fer fut achevé en 2016.

### Investissement et commerce

Pays ayant signé des documents de coopération en rapport avec la Nouvelle route de la soie

L'Éthiopie est un endroit particulièrement privilégié vers lequel les entreprises chinoises devraient « sortir », les hauts dirigeants chinois décrivent l'Éthiopie comme un « pont » entre l'initiative « Nouvelle route de la soie » et le développement de l'Afrique, ainsi que « un pays pilote pour la capacité de production sino-africaine ». Les entreprises chinoises qui investissent en Éthiopie sont généralement des investisseurs nouveaux.
En 2009, les investissements directs chinois en Éthiopie avaient atteint 900 millions de dollars américains.
Les exportations de l'Éthiopie vers la Chine sont passées de niveaux négligeables avant 2000 à environ 130 millions de dollars américains en 2006, principalement sous forme de matières premières telles que les graines de sésame et le cuir partiellement fini. Parallèlement, les exportations chinoises vers l'Éthiopie sont passées de moins de 50 millions de dollars américains en 1996 à 430 millions de dollars américains en 2006, notamment des vêtements, des machines et des équipements électroniques à bas prix. Le gouvernement éthiopien a encouragé les importations, en achetant des équipements chinois et en les fournissant aux entreprises locales de construction et de fabrication sur une base de location-achat. Le commerce continue de croître rapidement. En 2015, le commerce bilatéral avait atteint 3,8 milliards de dollars, les exportations éthiopiennes étant encouragées par des quotas spéciaux et des accords tarifaires sur de nombreux produits. Dans un document préparé pour l'OCDE, l'économiste Tegegne Gebre Egziabher, de l'Université d'Addis-Abeba, note qu'à court terme, les importations chinoises bon marché pourraient avoir porté préjudice aux producteurs locaux. Toutefois, l’avantage à plus long terme pourrait être de stimuler des améliorations en termes d’efficacité et de qualité. Les investissements chinois dans les infrastructures locales pourraient contribuer à atteindre ce résultat.

## Coopération spatiale
L'Académie chinoise des technologies spatiales et des ingénieurs éthiopiens se sont associés pour développer un microsatellite de télédétection pour l'Éthiopie, que la Chine a lancé depuis le centre de lancement de satellites de Taiyuan en 2019. La Chine a fourni une subvention couvrant 75 % du projet, finançant la formation. pour les ingénieurs éthiopiens et le microsatellite lui-même.  L'Éthiopie a financé la construction d'installations de stations au sol pour le projet.  L'Éthiopie utilise le satellite pour la protection de l'environnement, les prévisions météorologiques, la surveillance des cultures, les applications liées aux ressources naturelles et des tâches d'observation de la Terre.
La Chine a lancé un deuxième satellite pour l’Éthiopie en 2020, celui-ci étant un satellite de télédétection pour la surveillance des catastrophes naturelles.

## L'incident d'Abole
En avril 2007, des combattants du Front de libération nationale de l'Ogaden, un groupe de Somaliens cherchant à obtenir l'indépendance de l'Éthiopie, ont attaqué des travailleurs d'un champ pétrolier d'exploration à Abole, une petite ville située à environ 120 km au sud de Jijiga, dans l'est de l'Éthiopie. Ils ont tué environ 65 travailleurs éthiopiens et neuf travailleurs chinois, et kidnappé sept autres Chinois. Le champ pétrolifère est géré par une filiale de la société gouvernementale China Petroleum and Chemical Corporation (Sinopec). Un porte-parole de Sinopec a déclaré que l'incident ne découragerait pas la société de poursuivre ses explorations. Le ministère chinois des Affaires étrangères a évité de discuter des motivations des assaillants, se contentant de déclarer qu'ils tentaient de saboter les relations de la Chine avec l'Éthiopie. Une équipe chinoise a été envoyée pour enquêter sur ce qui s'était passé et chercher des moyens d'améliorer la sécurité à l'avenir.